# Lentsweletau
Lentsweletau é uma vila localizada no distrito Kweneng em Botswana. Possuía, em 2011, uma população estimada de 4 916 habitantes.